# Umberto Tozzi
Umberto Tozzi, född 4 mars 1952 i Turin, är en italiensk popstjärna. Han har bland annat medverkat i Eurovision Song Contest med låten "Gente di mare" som han framförde 1987 tillsammans med Raf.
Tozzi började sin musikaliska bana vid 16 års ålder. Han spelade till en början i olika band för att 1976 debutera som soloartist. Han har vid några tillfällen även slagit igenom i Sverige, framför allt med låten "Ti Amo" som kom ut 1977. Hans största hit var låten "Gloria" 1979, som senare även spelades in på engelska av Laura Branigan 1982 och på svenska av Carola Häggkvist 1983.

### Fotnoter
1. ↑  ”Gloria by Laura Branigan” (på engelska). Second Hand Songs. 23 mars 1982. https://secondhandsongs.com/performance/6476/versions. Läst 10 mars 2020.
2. ↑  ”Främling”. Svensk mediedatabas. 23 mars 1983. http://smdb.kb.se/catalog/id/001886146. Läst 10 mars 2020.